# Porodniški dopust
Zakon o starševskem varstvu in družinskih prejemnikih predstavlja podlago za lažje usklajevanje starševskih in delovnih obveznosti in podpira enakopravnejšo delitev starševskih pravic in obveznosti med spoloma, saj določa pravice staršev do različnih oblik starševskih dopustov in nadomestil med dopusti. Zakon loči tri vrste porodniškega dopusta, vsem pa je skupno, da je to pravica do odsotnosti z dela zaradi poroda oziroma nege in varstva otroka tiste osebe, ki otroka dejansko neguje in varuje. Zakon o delovnih razmerjih pa ščiti starše na starševskih dopustih in določa, da med dopustom ne smejo biti odpuščeni.
Pravica do porodniškega dopusta ter dopusta za nego in varstvo otroka v Sloveniji traja 365 dni oziroma 1 leto. Materinski dopust traja 105 dni in je namenjen pripravi na porod (28 dni pred porodom), negi in varstvu otroka takoj po porodu ter zaščiti materinega zdravja ob rojstvu otroka in po njem (77 dni po porodu). V tem času mama prejema 100% nadomestilo plače. Očetovski dopust je namenjen izključno očetom. Za prvih 15 dni očetovskega dopusta država zagotavlja očetovsko nadomestilo, za ostalih 55 dni pa plačilo prispevkov za socialno varnost od minimalne plače. Starševski dopust oziroma dopust za nego in varstvo otroka pa traja 130 dni za oba starša (skupaj torej 260 dni) ki jih morata izrabiti izmenično, pri čemer jih eden izmed staršev izrabi takoj po izteku materinskega dopusta.

## Zgodovina
Materinski dopust je v Evropi obstajal večino 20. stoletja, uvedla pa ga je Mednarodna organizacija dela (ILO) leta 1952 s konvencijo o zaščiti mater. Leta 1992 je Evropska unija prevzela direktivo za plačan materinski dopust, ki je materam omogočila 14 tednov plačanega dopusta, kar je bil takratni minimum v državah Evropske unije.
V poročilu iz leta 2010 ILO navaja, da je v tistem letu 51 odstotkov držav po svetu imelo zagotovljen porodniški dopust v dolžini najmanj 14 tednov, 20 odstotkov držav 18 tednov ali več, tretjina držav pa zagotavlja 12- do 13-tedenski dopust. V 14 odstotkih držav se matere na delovno mesto vrnejo po porodniškem dopustu, dolgem manj kot 12 tednov.
V Sloveniji je v poznih štiridesetih letih 20. stoletja porodniški dopust trajal 84 dni, v petdesetih je bil podaljšan na 105 dni, v šestdesetih na 135 dni, v osemdesetih letih je bil sprejet 6-mesečni porodniški dopust, nekaj let za tem pa je bila zakonsko sprejeta možnost delitve porodniškega dopusta med starše. Leta 1986 je bil porodniški dopust podaljšan na eno leto in je vključeval 100-odstotno nadomestilo plače. V obdobju prehoda v nov politični in ekonomski sistem je bilo z Zakonom o starševstvu in družinskih prejemnikih in Zakonom o delovnih razmerjih še dodatno spodbujeno enakopravnejše sodelovanje obeh staršev v skrbi za otroke. Leta 2003 so očetje v Sloveniji poleg že uveljavljenega enoletnega starševskega dopusta dobili pravico do dodatnih 15 dni očetovskega dopusta (ki ga lahko porabijo v času 105 dni porodniškega dopusta). Očetje lahko skupno vzamejo 90 dni očetovskega dopusta, pri čemer je za 75 dni nadomestilo plače le delno.

## Učinki porodniškega dopusta
Zagovorniki porodniškega dopusta menijo, da ta pripomore k zdravju otroka in izboljša pozicijo ženske na delovnem mestu. Manj pa je znanega o vplivu porodniškega dopusta na ekonomijo organizacije. Nasprotniki namreč opozarjajo predvsem na ekonomsko neučinkovitost in na diskriminacijo mater na delovnem mestu.

### Učinek porodniškega dopusta na starše
Avtorji so s pregledom obsežne literature o vplivu porodniških dopustov in ostalih prekinitev dela zaradi starševske vloge in družinskih obveznosti prišli do zaključkov, da vse tovrstne prekinitve dela vključujejo t.i. »wage penalty« oziroma znižanja plač zaposlenih. Prepričanje mnogih delodajalcev je, da bodo zaposleni po vrnitvi s porodniškega dopusta tudi v prihodnje večkrat odsotni z delovnega mesta in jim posledično ponudijo nižje plače, pri čemer so bolj ogrožene matere kot očetje.
Raziskava na slovenskem vzorcu je pokazala, da je bila pri pogovorih o zaposlovanju in napredovanju skoraj četrtina staršev vprašanih o načrtih glede otrok. Večkrat je bilo to vprašanje zastavljeno ženskam (28%) kot moškim. 6 Z raziskavo o vplivih veljavnih ukrepov družinske politike na odločanje za otroke pa so avtorji ugotovili, da očetje očetovski dopust v manjši meri (med drugim) koristijo zato, ker si več neplačanega dopusta finančno ne morejo privoščiti in ker delodajalec temu ni naklonjen. Nekateri anketirani očetje so menili, da pri negi majhnega otroka ne morejo biti koristni ali pa bi jih sodelavci, prijatelji, znanci zasmehovali.
Nekatere matere, ki so se ob koncu porodniškega dopusta primorane vrniti na delovno mesto, ob tem občutijo seperacijsko anksioznost. Gre za neprijeten emocionalni občutek krivde, žalosti ali skrbi, ki je povezan z izkušnjo ločitve od otroka. Matere se pogosto čutijo krive, ker otroka v času delovnika dajo v varstvo, so zaskrbljene glede ustreznosti varstva in otrokovega počutja. Hoffman ugotavlja da so zaposlene ženske enako dobre matere kot nezaposlene, vendar je pri prvih pomembno, da so s svojim delom zadovoljne, ter da se ne počutijo krive, ker delajo ter da zaupajo vrtčevskem okolju ali drugim vrstam varstva. Nekatere matere pa se čutijo krive prav zaradi želje po vrnitvi na delovno mesto in jih obremenjuje predvsem mnenje bližnjih in znancev o njeni odločitvi o hitri vrnitvi na delovno mesto.

### Diskriminacija mater na delovnem mestu
Težave s sklenitvijo delovnega razmerja, dodatne obremenitve, onemogočanje napredovanja, poslabšanje odnosa z nadrejenimi, večje tveganje za prekinitev delovnega razmerja ter razlike v višinah plač nekateri avtorji pojasnjujejo z različnimi percepcijami moških in žensk na delovnem mestu. Correl, Benard, Paik na primer ugotavljajo, da so bili udeleženci v vlogi selekcijskih kadrovikov njihove raziskave ob pregledu življenjepisov in prošenj za delo pristranski v prid očetom ter da so matere v očeh delodajalcev videne kot manj kompetentne, manj predane, manj primerne za zaposlitev ali napredovanje in si nasploh zaslužijo nižje plače. Poleg tega so od mater zahtevali večjo strokovnost in višje standarde pri izvedbi dela. Tuje raziskave kažejo da so urne postavke mater približno 5% nižje (z vsakim otrokom) kot plače žensk brez otrok oziroma očetov.
Podatki pridobljeni na slovenskem vzorcu očetov in mater kažejo, da so matere v večji meri poročale o negativnih izkušnjah z zaposlovanjem, pri čemer je dobra petina žensk in le 3% moških imelo težave pri iskanju službe zaradi načrtovanega starševstva. Materam je bilo v primerjavi z očetom večkrat onemogočeno napredovanje. Matere poročajo o več dodatnih obremenitvah na delovnem mestu kot očetje. O poslabšanju odnosov z nadrejenimi po rojstvu najmlajšega otroka pa poroča 13 % anketirank in le 3 % anketirancev. Pri ekstremno negativnih izkušnjah, kot je prekinitev delovnega razmerja s strani delodajalca, so razlike med moškimi in ženskami še večje, na primer več kot vsaka deseta ženska, stara do trideset let, poroča o tej izkušnji, anketiranci v tej starostni skupini pa o tej izkušnji ne poročajo.

### Učinek porodniškega dopusta na otroke
Bowbly in Ainsworth sta s svojima teorijama navezanosti sprožila val raziskav o učinkovanju vključitve otroka v vrtec ter o pomembnosti interakcije med odraslo osebo (materjo) in otrokom za vzpostavitev varne navezanosti. Bowbly je na osnovi svojih raziskav izoblikoval negativna stališča do vključevanja otrok v vrtec, saj je menil, da je najboljše vzgoje otrok deležen s strani matere in je posledično nasprotoval zaposlovanju le-teh. Vsaka ločitev pred tretjim letom starosti otroka je po njegovem mnenju vzrok za poznejše delinkvence in kriminilatete.
Novejše raziskave pa kažejo, da otrokov razvoj navezanosti poteka po štirih stopnjah
1. Stopnja pred navezanostjo (do približno 6 do 8 tednov)
2. Nespecifična (nediferencirana) navezanost (med 2. In 6. mesecem)
3. Specifična (diferencirana) navezanost (od 6 do 12 mesecev)
4. Multipla (večkratna) navezanost (po prvem letu starosti)

V obdobju specifične navezanosti otrok razvije strah pred tujimi osebami. Ta je še posebej močan okoli osmega meseca. Uporablja selekcionirano logiko oseb na katere se navezuje - osebe, ki so mu znane morajo biti prisotne v njegovem okolju od 6 meseca dalje. To obdobje zato ni primerno za ločevanje otroka od referenčne osebe. Po prvem letu starosti pa se otrok sčasoma navezuje na več oseb, npr. mama, oče, stari starši, vzgojiteljica… Pri letu in pol se otrok navadno že naveže na dve osebi (mama in oče).
Zgodnja vključitev otroka v vrtec pa je ugodna predvsem za otroke iz družin, kjer ni dovolj čustvene opore in kjer imajo otroci slabše možnosti za spoznavni razvoj. Ti otroci navadno izhajajo iz družin, z nizkimi prihodki in manj spodbudnim okoljem.

## Dobre prakse
Dobre organizacijske prakse so prisotne predvsem v državah, v katerih delodajalci z njimi nadomeščajo neobstoječe ali slabo razvite nacionalne politike. V Sloveniji, pa je takih praks manj, saj obstaja dobra nacionalna politika usklajevanja dela in starševstva. Analiza OECD je pokazala, da je največ informacij o programih, prijaznih za družine, v štirih državah: Avstraliji, na Japonskem, v Veliki Britaniji in ZDA, v katerih je ureditev javnega otroškega varstva in z zakonom določenih starševskih dopustov slabša v primerjavi z večino evropskih držav. Ti programi se pogosteje izvajajo večjih podjetjih, podjetjih z bolj izobraženo delovno silo in v podjetjih v javnem sektorju.
Podjetja v slednjih državah se zaposlenim skušajo časovno in prostorsko prilagoditi glede organizacije dela, omogočajo dodatne dopuste zaradi družinskih razlogov, nudijo pomoč pri varstvu in negi otrok ter drugih družinskih članov in usposabljanje in informiranje zaposlenih.